# Възходът на костенурките нинджа
Вижте пояснителната страница за други значения на Костенурките нинджа.
„Възходът на Костенурките нинджа“ (на английски: Rise of the Teenage Mutant Ninja Turtles) е американски анимационен сериал, базиран на героите от поредицата „Костенурките нинджа“, създадени от Кевин Ийстман и Питър Леърд. Разработен и изпълнително продуциран от Анди Суриано и Ант Уорд, сериалът е излъчен премиерно по „Никелодеон“ на 20 юли 2018 г. Премиерите на епизоди по-късно се преместват по Nicktoons, в които са излъчени нови епизоди до 7 август 2020 г.
Сериалът е обявен от „Никелодеон“ на 2 март 2017 г., и беше насрочен да се излъчва за последните 26 епизода.
На 27 юли 2018 г. „Никелодеон“ подновява сериала за втори сезон, който съдържа 26 епизода преди официалния дебют на първия сезон. Сериалът приключва на 7 август 2020 г.

## Актьорски състав
- Бен Шуорц – Леонардо
- Омар Милър – Рафаел
- Джош Бренър – Донатело
- Брандън Майкъл Смит – Микеланджело
- Кат Греъм – Ейприл О'Нийл
- Ерик Бауза – Учителя Сплинтър

## Сезони
|  | Сезон | Епизоди | Година      |
|  | ----- | ------- | ----------- |
|  | 1     | 26      | 2018 – 2019 |
|  | 2     | 13      | 2019 – 2020 |

## В България
В България сериалът се излъчва премиерно на 9 март 2019 г. и се излъчва всяка събота и неделя от 20:55 ч. по локалната версия на „Никелодеон“. 

### Нахсинхронен дублаж
| Роля         | Изпълнител        |
| ------------ | ----------------- |
| Леонардо     | Борис Кашев       |
| Донатело     | Калоян Лулчев     |
| Рафаело      | Виктор Иванов     |
| Микеланджело | Владимир Зомбори  |
| Ейприл       | Ния Кръстева      |
| Сплинтър     | Петър Калчев      |
| Muninn       | Константин Лунгов |
| Драксъм      | Тодор Янкулов     |

| Обработка           | студио „Про Филмс“                           |
| ------------------- | -------------------------------------------- |
| Режисьор на дублажа | Сотир Мелев                                  |
| Преводачи           | Симеон Дамянов Вилма Карталска Найден Маргов |